# Carmen Schultheiss
Carmen Schultheiß (* 4. Juni 1999) ist eine deutsche Tennisspielerin.

## Karriere
Schultheiß spielt vor allem auf der ITF Women’s World Tennis Tour, wo sie aber noch keinen Titel gewinnen konnte. Bislang erreichte sie in mehreren Turnieren das Halbfinale, erreichte aber noch nie ein Finale.
Bei den Knoll Open 2015 erreichte sie zusammen mit ihrer Partnerin Lena Rüffer das Halbfinale, wo sie dem griechischen Duo Despina Papamichail und Maria Sakkari mit 6:4, 1:6 und [7:10] unterlagen. Bei den Nationalen Deutschen Hallen-Tennismeisterschaften 2016 erreichte sie das Achtelfinale im Dameneinzel. Bei den Internationalen Württembergischen Damen-Tennis-Meisterschaften um den Stuttgarter Stadtpokal 2017 erreichte sie mit ihrer Partnerin Anna Gabric das Halbfinale im Damendoppel. Beim BMW AHG Cup 2018 erreichte sie das Achtelfinale im Dameneinzel und im selben Jahr bei den Internationalen Württembergischen Damen-Tennis-Meisterschaften um den Stuttgarter Stadtpokal 2018 mit ihrer Partnerin Arina Gabriela Vasilescu wiederum das Halbfinale im Damendoppel.
In der Tennis-Bundesliga trat sie 2017 in der 2. Liga für den TC Blau-Weiß Vaihingen-Rohr, 2018 und 2019 in der 1. Liga für den TEC Waldau an.
Ihr bislang letztes internationale Turnier spielte Schultheiss im Februar 2020. Sie wird daher nicht mehr in der Weltrangliste geführt.

## Weltranglistenpositionen am Saisonende
| Jahr   | 2015 | 2016 | 2017 | 2018 | 2019 | 2020 | 2021 |
| ------ | ---- | ---- | ---- | ---- | ---- | ---- | ---- |
| Einzel | —    | —    | —    | 926  | 820  | 865  | 1063 |
| Doppel | 940  | —    | 917  | 782  | 951  | 1026 | 1309 |